# キヒトデ
キヒトデ(黄海星、黄人手、学名Asterias amurensis)は、棘皮動物門ヒトデ綱の生物。一般に「ヒトデ」と呼ばれる生物群の中で、日本でもっとも普通に見られる種の一つのため、かつては単にヒトデと呼ばれた。

## 概要
やや平たい長三角形の腕を、一般的に5本放射状に伸ばすが、個体により4本や6本のものも存在する。体表にはイボ状の棘が密生している。体色は白色から黄色、濃褐色まで個体差が大きい。北太平洋沿岸に広く分布する。近年は船舶のバラスト水により移動し、オーストラリア沿岸にも増殖が認められ、漁業に被害を与えている。肉食であり、魚介類の死骸のほかアサリなどの貝類を捕食する。輻長は大型個体では20cmを超える大型のヒトデである。体内にサポニンを含むため他の生物に捕食されにくい。

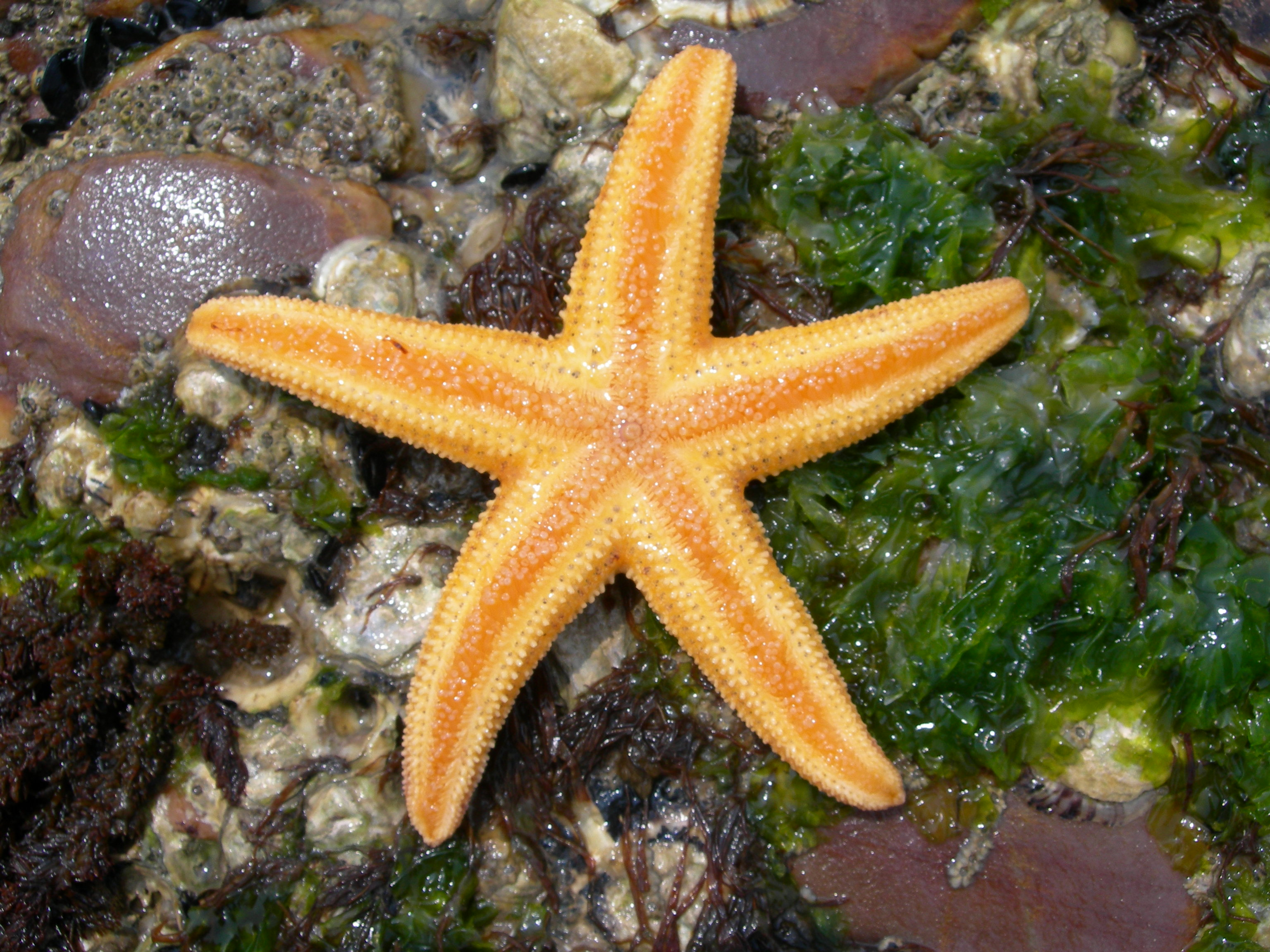
キヒトデの腹面
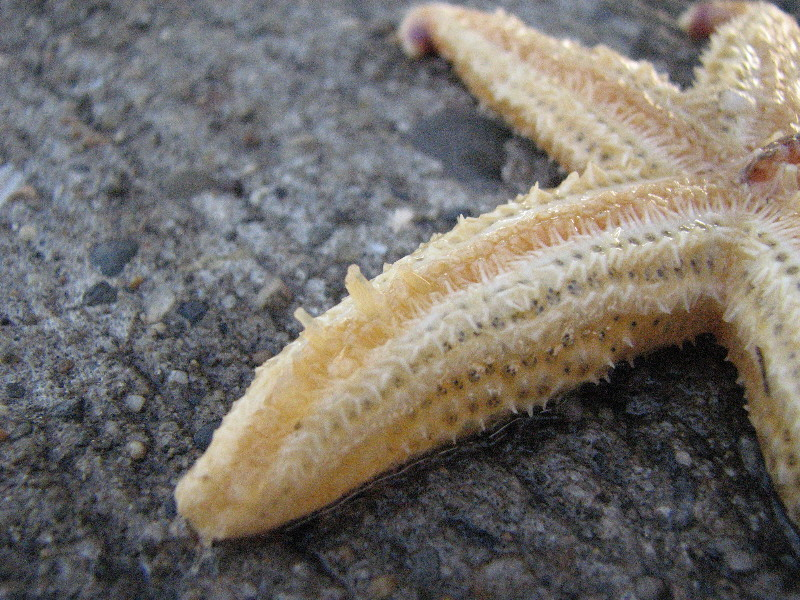
キヒトデの管足

## 分布
元々の生息地は北太平洋で、日本、中国北部、朝鮮半島からロシアの沿岸。オーストラリア南部にも移入種として分布する。水温7-10℃を好むが、0-25℃に耐えることができる。塩分濃度18.7-41‰、深度220m以浅に生息する。日本では北海道以南の浅海から海岸の岩礁から砂泥底に広く生息する。

## 生態
有性生殖と分裂による無性生殖を行うことができる。オーストラリアでの有性生殖は6-10月で、雌は2千万個の卵を放出する。孵化した幼生は着底まで120日間のプランクトン生活を過ごす。およそ12か月、直径10cmで性成熟する。

## 和名の混乱
本種の「標準和名」は文献によって「ヒトデ」「キヒトデ」「マヒトデ」などが使用されている場合がある。これは、1980年代頃まではヒトデが本種の和名として使用されていたが、ヒトデ綱の総称としてもしばしば「ヒトデ」（＝ヒトデ類）が使用されて紛らわしいため、発生学者などらによりキヒトデと呼ばれ始め、さらに本種の体色は上記の写真のように黄色とは限らないことからマヒトデが提唱されたという複雑な経緯を持つためである。

## 人との関わり

### 漁業に対する害
日本では、他のヒトデ類とともにホタテガイやアサリなどの漁業資源を捕食する。北海道の厚岸湾でアサリ漁が壊滅的な打撃を受けたのはキヒトデのせいだと考えられている。また、貝や蟹を狙った篭漁でヒトデが大量に混獲されるのも問題である。一部地域で食用にするものの、有用度が低いため廃棄するしかなく、邪魔者として扱われている。
1980年代にオーストラリアのタスマニア島沿岸に定着したキヒトデは、1990年代半ばまでに各地で増殖した。生息場所の蟹、ウニ、ホヤ、他のヒトデを食べて在来種に大打撃を与え、さらに養殖のイガイ、カキ、ホタテガイにも被害を与えた。ニュージーランド政府はオーストラリアからのキヒトデ侵入を警戒してバラスト水排出に規制をかけている。世界の侵略的外来種ワースト100 (IUCN, 2000) 選定種の一つである。

### 利用
食用
熊本県上天草市や天草市ではガゼまたは5本の腕を持つことからゴホンガゼと称し、まるごと塩ゆで、網焼き、佃煮にして、加熱した卵巣だけを食べる。茹でた卵巣を軍艦巻の寿司ねたにする場合もある。同じ棘皮動物に属するウニの卵巣に似た甘味とうま味がある。ヒトデは海水から取り込むなどした有害物質を体内に持つことがあるため、水質が悪く食習慣がない海域で採取したヒトデを食用にすることはリスクがある。
発生学のサンプル生物として
本種はウニと並び、受精や減数分裂などの実験に広く用いられた。これは、哺乳類などと異なり体外受精であること、サンプルが入手しやすいこと、飼育が簡単なことなどの理由による。
成分の有効利用研究
近年、ヒトデ抽出液に含まれる生理活性物質や酵素、サポニンなどを利用した殺虫効果や植物の成長促進効果などが認められ、有効利用法が検討されている。